# إريك يونغ (لاعب كرة قدم أمريكية)
إريك يونغ (بالإنجليزية: Eric Young)‏ هو لاعب كرة قدم أمريكية أمريكي، ولد في 22 نوفمبر 1983.

## وصلات خارجية
- اريك يونغ على موقع مرجع كرة القدم المحترفة.كوم (الإنجليزية)